# Maria de Franța (1198–1224)
Maria de Franța (n. 1198–d. 1224) a fost una dintre fiicele regelui Filip al II-lea August al Franței cu a treia soție a sa, Agnes de Merania. Maria a devenit ducesă de Brabant, ca urmare a căsătoriei cu ducele Henric I.

## Tinerețea și legitimitatea
Pentru a se căsători cu Agnes de Merania, regele Filip August trebuia să divorțeze de cea de a doua soție a sa, Ingeborg de Danemarca. Însă papa Inocențiu al III-lea a refuzat să îi acorde lui Filip divorțul. Cu toate acestea, Filip s-a recăsătorit cu Agnes în 1196, iar aceasta a dat naștere Mariei, iar apoi lui Filip.
Papa Inocențiu al III-lea a declarat cea de a treia căsătorie a lui Filip drept lovită de nulitate, dat fiind că nu se pronunțase divorțul de Ingeborg. Pontiful i-a ordonat regelui Franței să se separe de Agnes; dat fiind că regele nu s-a supus, papa a plasat Franța sub interdict în 1199, situație care a persistat până la 7 septembrie 1200. Ca urmare a presiunilor papei și ale regelui Valdemar al II-lea al Danemarcei, fratele lui Ingeborg, Filip a cedat în cele din urmă, reprimind-o pe soția sa daneză în 1213. Ca urmare, Maria și fratele ei au devenit automat bastarzi. Totuși, Maria și Filip au fost declarați legitimi de către papă în 1201, la solicitarea insistentă a regelui.
Între timp, mama Mariei, Agnes de Merania, a murit de inimă rea, în 1201.

## Căsătorii
Maria a fost de două ori logodită înainte de a se căsători. Prima logodnă a avut loc în 1200, cu principele Alexandru al Scoției (viitorul rege Alexandru al II-lea al Scoției), cei doi logodnici având pe atunci vârsta de doi ani fiecare. Logodna a fost ruptă în jur de 1202.
A doua logodnă a Mariei a fost cea cu ducele Arthur I de Bretagne, care pe atunci se afla în dispută pentru coroana Angliei cu Ioan Fără de Țară. Tatăl Mariei, regele Filip August, i-a acordat lui Arthur drepturile asupra multor posesiuni franceze, însă ca rege al Angliei l-a recunoscut pe Ioan. Logodna dintre Maria și Arthur a fost încheiată în 1202, însă ea nu s-a materializat într-o căsătorie, dat fiind că Arthur a dispărut, presupunându-se că ar fi fost ucis la instigațiile regelui Ioan al Angliei.
În timpul unui război împotriva Franței, marchizul Filip I de Namur a fost luat prizonier și s-a putut răscumpăra doar promițând că se va căsători cu Maria și, totodată, trimițându-le pe cele două nepoate ale sale, contese de Flandra și Hainaut, la curtea regală a Franței.
Căsătoria cu Filip nu a produs copii, iar marchizul de Namur l-a numit ca moștenitor pe nepotul său, Filip de Courtenay, după care a murit în 1212.
Maria s-a recăsătorit în 22 aprilie 1213 la Soissons, cu ducele Henric I de Brabant, care rămăsese văduv cu trei ani mai înainte.
Cuplul a avut două fete:
1. Elisabeta (d. 23 octombrie 1272); căsătorită în 1233 cu contele Theodoric de Kleve, apoi în 1246 cu contele Gerhard al II-lea de Wassenberg
2. Maria, decedată de tânără

Maria a murit la 15 august 1238 și este înmormântată la abația din Affligem. Soțul, Henric I, i-a supraviețuit 11 ani și a fost succedat de fiul său din prima căsătorie, Henric al II-lea de Brabant.